# Hannah Keziah Clapp
Hannah Keziah Clapp  (Albany, 1824 - Palo Alto, 8 de octubre de 1908) fue una profesora, activista y feminista estadounidense.
Realizó una importante actividad en Nevada, Estados Unidos. Organizó la primera escuela privada y es cofundadora del primer jardín de infantes del estado.

## Biografía
Nació en Albany, Nueva York en 1824, y arribó a Carson, Nevada en 1860, estableciéndose en el Seminario Sierra. Como sufragista trabajó en los derechos de la mujer para votar.
Se desempeñó en el Seminario Femenino Lansing, enseñó en el Colegio Femenino Michigan, y fue la primera instructora y bibliotecaria de la Universidad de Nevada en Reno, además cofundó el Club 20th Century de Reno, que fue agregado al Registro Nacional de lugares históricos del Condado de Washoe, Nevada en 1983. 
Clapp fue miembro fundadora de la Sociedad Histórica de Nevada.
Falleció en 1908 a los 84 años, en Palo Alto, California.